# قلعة سانت أنجلو

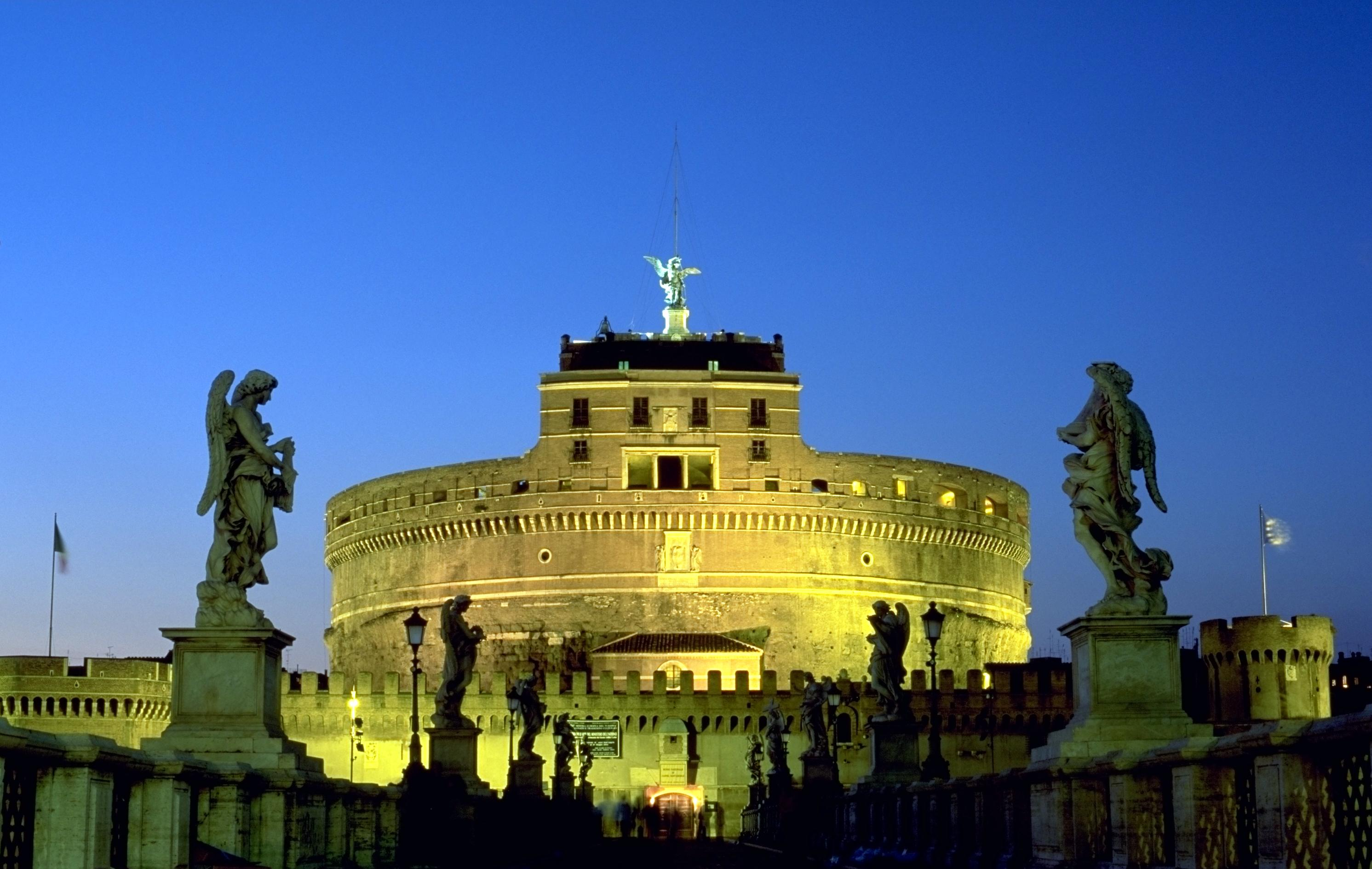
منظر لقلعة سانت أنجلو من الجسر. أخذت القلعة اسمها من تمثال الملاك في أعلى المبنى.

ضريح هادريان، والمعروف عادة باسم قلعة سانت أنجلو، هو مبنى في مدينة روما بناه الإمبراطور الروماني هادريان كضريح له ولعائلته لكنه استعمل بعد ذلك كحصن وقلعة، وهو الآن متحف.

## قبر هادريان

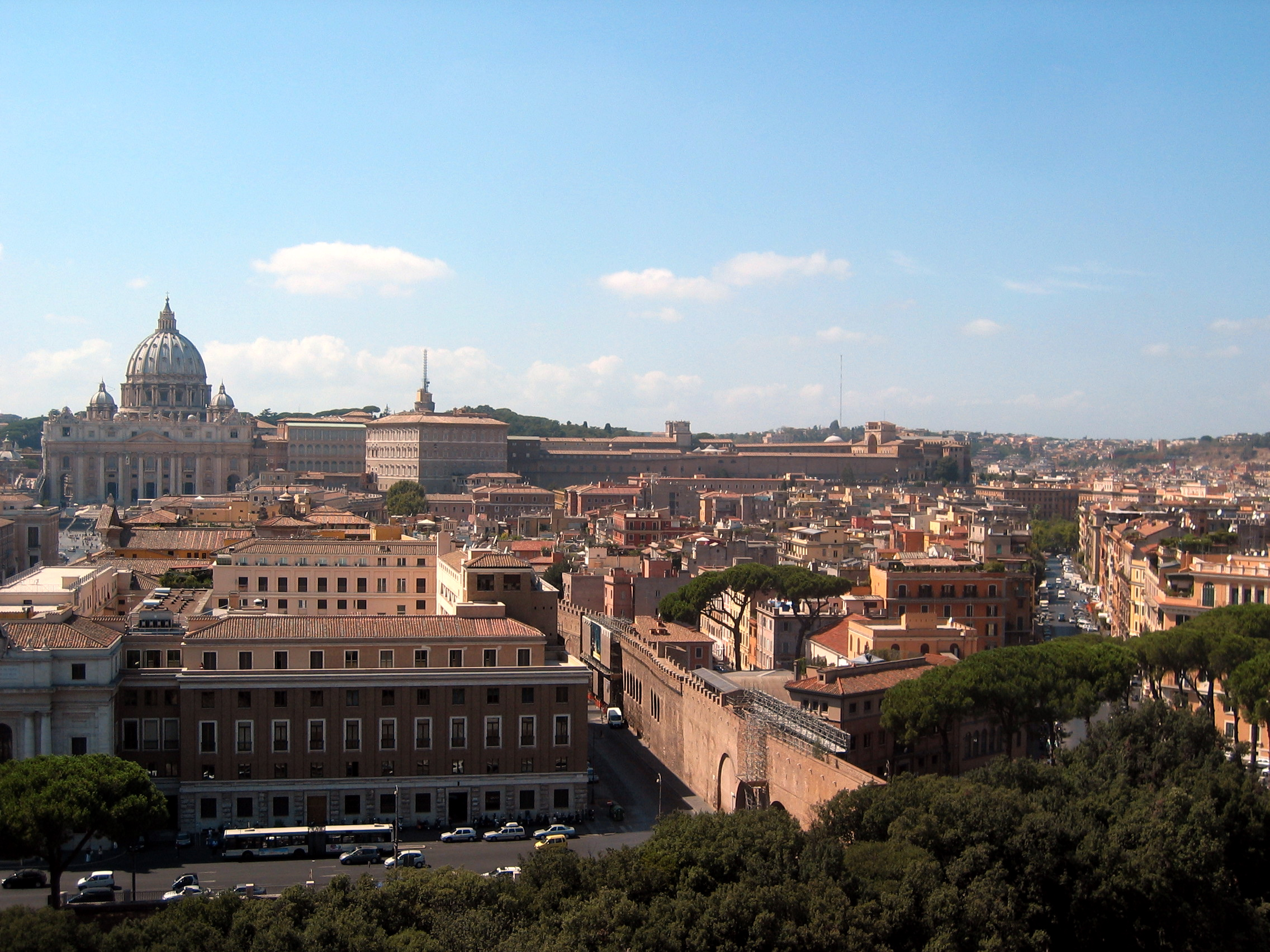
منظر لروما من أعلى القلعة يظهر فيه كنيسة القديس بطرس في أقصى اليسار.

بني قبر الإمبراطور هادريان على الضفة اليمنى لنهر التيبر ما بين عامي 135 و 139 م. كانت القلعة أساسا عبارة عن مبنى أسطواني مزخرف تزينه حديقة وتمثال عربة تجرها الأحصنة على سطحه. وقد وضع رماد هادريان في القلعة بعد عام من وفاته، حيث توفي عام 138 م في باياي، ومعه رماد زوجته وابنه الأول بالتبني، لوكيس أليوس، الذين ماتا في نفس العام. بعد ذلك أخذ بوضع رماد الأباطرة اللاحقين في القلعة كان آخرهم كركلا في عام 217 م. كما احتوت القلعة على رماد جوليا دومنا وابنها بيوبليس سبتميس جيتا. وفي الغالب فقد وضعت الجرة المحتوية على الرماد في ما يعرف اليوم بغرفة الخزنة في داخل المبنى. وقد بنى هادريان أيضا بونس أيلوس مقابل الضريح والمشهور بالإضافة الباروكية لتماثيل ملائكة تعطي انطباعا عن معاناة المسيح.

## تاريخ القلعة
شهدت قلعة سانت أنجلو العديد من الأحداث التاريخية المهمة التي دارت في بنيتها ومحيطها ,ففي عام 590 ميلادي، وأثناء تفشي وباء الطاعون في روما، قيل إن البابا غريغوريوس الكبير رأى رؤيا للملاك ميخائيل وهو يغمد سيفه فوق القلعة، إعلانًا إلهيًا بانتهاء الوباء. ومن هنا اكتسبت القلعة اسمها الجديد "سانت أنجلو" أي "الملاك المقدس".
في القرون التالية، ارتبطت القلعة بالفاتيكان ليس فقط من حيث الموقع، بل استراتيجيًا أيضًا، من خلال ممر سري يُعرف بـ Passetto di Borgo، استخدمه البابا كليمنت السابع للهروب من جيوش الإمبراطور خلال نهب روما سنة 1527. كما استُخدمت القلعة كمخبأ لكنوز الكنيسة، واحتوت على غرف سريّة للتحقيقات والتعذيب. وفي عالم الفن، ظهرت القلعة في أوبرا "توسكا" لجياكومو بوتشيني، حيث قفزت البطلة من سطحها، لتتحول القلعة إلى رمز درامي للمصير والتضحية.

## التحول إلى متحف
بعد تلك الحقبة، استُخدمت القلعة كسجن للشخصيات البارزة وبعض الباباوات، فغدت جدرانها شاهدة على أصوات محاكمات وهمسات الأسر. ومع تراجع أهميتها العسكرية، تحولت تدريجيًا إلى مقر إقامة للباباوات، ثم إلى متحف في القرن التاسع عشر.
واليوم، تُعد قلعة سانت أنجلو وجهة سياحية ذات أهمية ثقافية وتاريخية، حيث تحتوي على هياكل معمارية تعكس مراحل تطور البناء الدفاعي من العصر الروماني إلى العصور الوسطى. كما توفر القلعة إطلالات بانورامية على مدينة روما، ما يسمح بدراسة تطور التخطيط العمراني للمدينة عبر القرون.

## أعلام
- غيتا
- جوليا دومنا
- هادريان
- كاراكلا
- يوحنا الرابع عشر